# Kościół św. Mikołaja w Papowie Toruńskim
Kościół św. Mikołaja w Papowie Toruńskim – gotycki kościół rzymskokatolicki w jurysdykcji parafii św. Mikołaja w Papowie Toruńskim.
Został zbudowany ok. 1300 roku przez zakon krzyżacki. Najstarsza zachowana informacja o świątyni pochodzi z 1445 roku. Najstarszą częścią świątyni jest prezbiterium. Nawa główna powstała w późniejszym okresie, ale również zachowała styl gotycki. W 1882 roku przeprowadzono remont generalny świątyni. W latach 1906–1907 wzniesiono nawę boczną i 29-metrową wieżę dzwonniczą z stylu neogotyckim. 13 lipca 1936 roku kościół wpisano do rejestru zabytków (nr rejestru A/316). Kolejne prace remontowe przeprowadzono w latach: 1968, 1989 (prezbiterium), 1993–1994 (dach). Około 2000 roku przeprowadzono remont prezbiterium kościoła i kaplicy filialnej, naprawę organów oraz przeprowadzono prace badawczo-odkrywcze.
W kościele dominuje wyposażenie z XVIII wieku. Ołtarz główny pochodzi z 1720 roku. W jej górnej części znajduje się popiersie św. Barbary i niezidentyfikowanej dziewicy z około 1500 roku. Barokowa ambona pochodzi z ok. 1720 roku, chrzcielnica z pierwszej połowy XVIII wieku, konfesjonał i stalle z 1794 roku. Dzwon pochodzi z XV wieku.